# (398) Адмета
(398) Адмета (др.-греч. Ἀδμήτη) — небольшой астероид главного пояса, который принадлежит к тёмному спектральному классу C. Он был открыт 28 декабря 1894 года французским астрономом Огюстом Шарлуа в обсерватории Ниццы и назван в честь Адметы, героини древнегреческой мифологии.